# TVI Actors Studio
TVI Actors Studio er en amerikansk teaterskole med base i New York City, Los Angeles og Chicago.
Elever tæller blandt andre Mena Suvari kendt fra filmen American Beauty, Eva Longoria fra tv-serien Desperate Housewives og danske Julie Lund.
| Firma | Spire Denne artikel om et firma eller en virksomhed i USA er en spire som bør udbygges. Du er velkommen til at hjælpe Wikipedia ved at udvide den. |